# Sindorfer Mühle

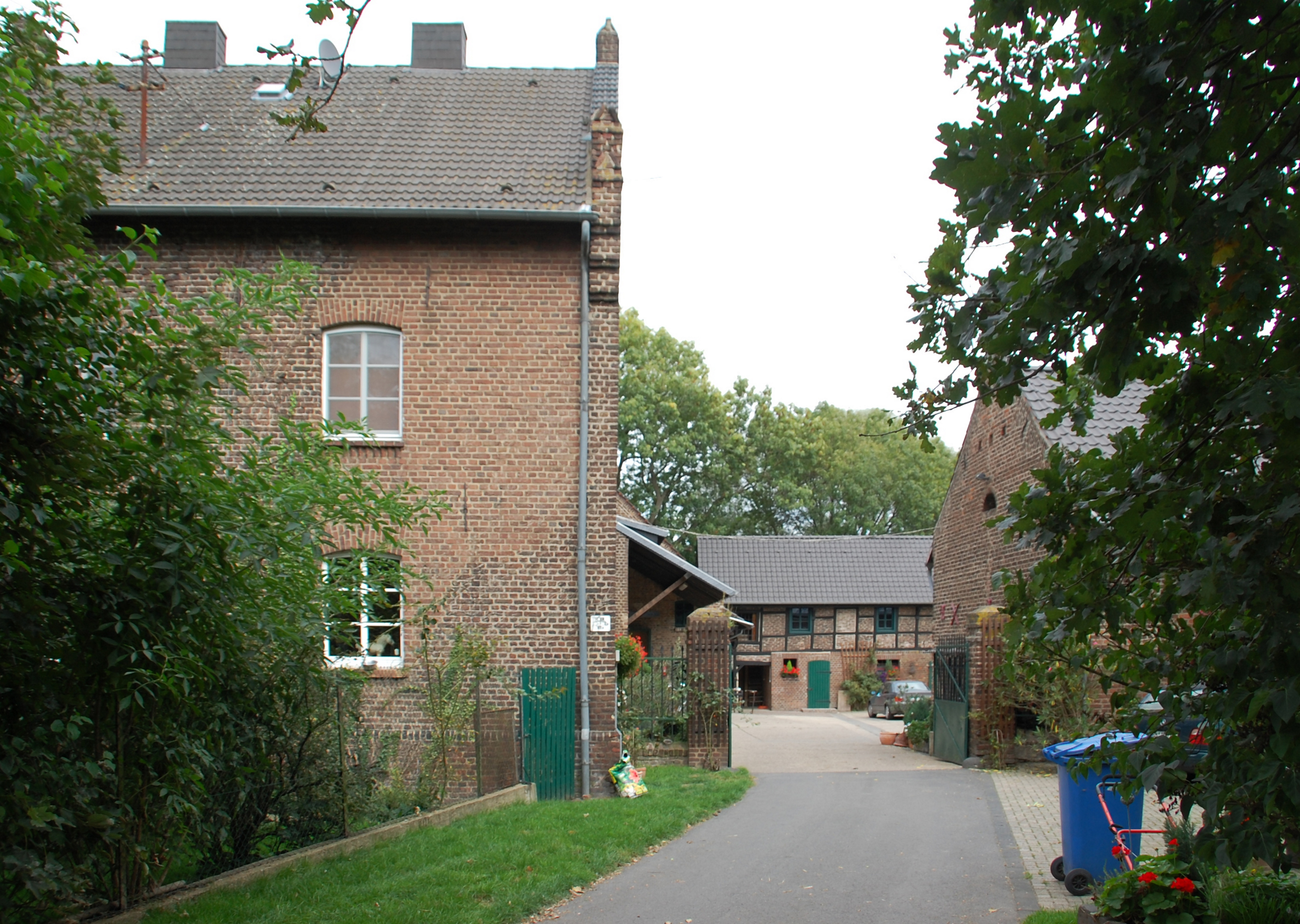
Sindorfer Mühle in Kerpen-Sindorf

Die Sindorfer Mühle an der Erft in Kerpen-Sindorf ist eine stillgelegte, aber betriebsfähige vollständige Wassermühle.

## Geschichte
Erstmals wurde die Mühle 1395 und/oder 1483 erwähnt. Sie gehörte bis in die 1960er Jahre als Pachtmühle zu Burg Hemmersbach. Vermutlich im Dreißigjährigen Krieg zerstört, wurde sie 1642 wiederhergestellt. 1791 brannte das Anwesen ab und wurde im gleichen Jahr neu aufgebaut zusammen mit dem zugehörigen Vierseithof. Das Datum 7. Juni 1791 steht über dem Türsturz des Mühlengebäudes. In der zweiten Hälfte des 19. Jahrhunderts wurde die Mühle renoviert. Die Mühle liegt der Einfahrt zum Mühlenhof gegenüber. Das Wohnhaus neben der Einfahrt wurde von Baumeister August Lange im Jahre 1877 fertiggestellt. Mit Einsetzen der Motorisierung der Mühlen ging der Betrieb allmählich zurück. Zuletzt wurde noch Viehfutter geschrotet. Im letzten Jahr vor Auslaufen des Mühlengesetzes wurde die Mühle 1971 stillgelegt. Ein Steinbackofen im Mühlengebäude ist noch betriebsfähig und wird bei Mühlentagen auch vorgeführt. Die Mühle steht unter Denkmalschutz. Heute werden in dem landwirtschaftlichen Anwesen eine Hundeschule und Hundepension und die Zucht von Kaltblütern betrieben.

## Mühlentechnik
Das Wasser wird vor der Mühle aus der Erft an einem Wehr mit einem Stauschütz geregelt und zur Mühle abgeleitet. Es gibt weder einen Mühlenteich noch einen eigentlichen Mühlengraben. Zum Wasserrad führt eine eiserne Wehranlage mit zwei Schütztafeln. Das eiserne mittelschlächtige Mühlrad von etwa fünf Metern Durchmesser wurde zwischen 1983 und 1985 erneuert. Die drei Mahlgänge werden von einem Kronenradgetriebe angetrieben. Dort, wo die Kraftübertragung auf liegende Transmissionen umgeleitet wird, befinden sich sogenannte Winkel-Getriebe, bestehend aus gusseisernen Teller- und Kegelrädern mit einer Geradeverzahnung. Die Tellerräder haben Kämme (Zähne) aus Buchenholz zur geräuscharmen Kraftübertragung. Auch ein Sackaufzug und eine Vorrichtung zum Antrieb von Geräten auf dem Hof sind vorhanden.